# 霧鎖王國
《霧鎖王國》是由Keen Games開發的生存動作角色扮演遊戲。2024年1月24日发行了游戏的搶先體驗版。該遊戲預計將於2024年底登陸Windows、PlayStation 5和Xbox Series X/S平台。

## 玩法
該遊戲是從第三人稱視角遊玩的生存動作角色扮演遊戲，支持最多16名玩家同時遊玩。遊戲世界設定在Embervale王國——一个玩家可以自由探索的開放世界。玩家可以在游戏中建立基地、收集資源或者製作新裝備。玩家將能夠召喚非玩家角色至自己的基地，他們能為玩家提供新的製作配方和任務。玩家還可以探索被一層厚厚的霧覆蓋的區域，名為“迷霧”。玩家能停留在区域的時間有限，超出期限角色就会死去。玩家能在迷霧區域找到戰利品和寶箱，這些物品會定期重新生成。
玩家在游戏中需要管理自己的飢餓值和水分，角色的相关数值过低會影響其在戰鬥中的效率。喝水和进食可以增加角色的耐力和體質。 《霧鎖王國》還设有睡眠機制。玩家可以使用各種武器來擊敗敵人，並且可以閃避和招架敵人的攻擊。隨著玩家在遊戲中的進展，角色会解鎖新的天賦，進一步增強角色的戰鬥能力。玩家可以选择就职三种職業中的一种：詐術師、戰鬥法師或倖存者。玩家將能在遊戲中解鎖一個滑翔翼和一個抓鉤，這兩者都有助於角色在遊戲世界中进行快速移動。角色若在遊戲中死亡，将会失去其收集的所有資源，但已裝備的裝備和製作的物品会被保留。

## 開發
游戏由德國工作室Keen Games開發和發行，該工作室之前曾開發過《傳送騎士》。開發人員從《塞尔达传说 旷野之息》和《瓦爾海姆》等遊戲中獲得了该作的靈感。儘管游戏的戰鬥模式受到过魂系遊戲的影響，但開發人員並不打算將遊戲設計得过于具有挑戰性。開發人員更想将游戏设计成能让不熟悉生存遊戲的玩家也能顺畅游玩的遊戲。
《霧鎖王國》的抢先体验版在发行的四天內售出了超過一百萬份。